# Javier Londoño
Luis Javier Londoño Sánchez (Ibagué, 24 de septiembre de 1973) es el actual director técnico colombiano del Juventus Fútbol Club de la primera división del fútbol de Nicaragua. Es licenciado en Educación Física, entrenador de fútbol, preparador físico, docente universitario y máster en fútbol base.

## Trayectoria
Luis Javier Londoño Sánchez inició su carrera en divisiones menores de diversos clubes sudamericanos: en Colombia trabajó para el América de Cali, Academia FC, Once Caldas y Platense FC; en Venezuela estuvo en el Caracas FC; y en Argentina realizó veedurías en el club Mitre de Pérez.
A nivel profesional trabajó como preparador físico con el club Tucanes FC de Puerto Ayacucho (Venezuela) en la primera división profesional B de la FVF. En Nicaragua salió Subcampeón como director técnico del club Diriangén FC en el Torneo Profesional Apertura 2015 de la Federación Nicaragüense de Fútbol (FENIFUT), y en 2016 ha sido designado Director Técnico del Juventus FC para la temporada 2016-2017.
Además, ha tenido experiencia en otras ramas importantes como la Promoción de Jugadores, Preparación Física, Docencia en Educación Física, Capacitador de Entrenamiento Deportivo, Gerencia deportiva de la Fundación Manuel Valencia, Gerencia Deportiva del Centro Deportivo Cúcuta y, Scouting Internacional, lo cual le permite tener una visión más amplia en su trabajo.
Como complemento a su Licenciatura en Educación Física, ha realizado Diplomados en Docencia Universitaria, en Gerencia Deportiva y Mercadeo del Producto Fútbol, Capacitaciones específicas en fútbol, entrenamiento deportivo y preparación física y, recientemente, ha finalizado su Maestría en fútbol base, con el ITARD de México DF.

### Selección de Nicaragua
El 20 de abril de 2012 fue anunciado durante la administración de Julio Rocha, por la Federación Nicaragüense de Fútbol (FENIFUT) como director técnico de la Selección de fútbol sub-17 de Nicaragua, donde se mantuvo hasta el año 2014. Mientras estuvo a cargo de esta Selección menor, participó en las Eliminatorias de la categorías organizadas por la UNCAF realizadas en Guatemala 2012 y Panamá 2014, las cuales otorgan cupo al Pre mundial Sub-17 organizado por la CONCACAF y, éste a su vez, otorga los cupos para el Mundial Sub-17 organizado por FIFA. También llevó a la Selección U16 al Torneo de la UNCAF que organizó Belice 2013 como sede del evento previo a la eliminatoria en Panamá.
Tras una serie de resultados muy negativos para Nicaragua en esta categoría, el Colombiano logró en el 2012 llevar a la Sub-17 "pinolera" al borde de la clasificación, ya que hasta el último partido tuvo por primera ocasión, la oportunidad de clasificarse a un Pre mundial de fútbol en esta categoría. Durante su desempeño, Nicaragua obtuvo resultados que en esta categoría jamás se habían obtenido: sendos empates contra su similar de Honduras, Guatemala, El Salvador y Costa Rica; y triunfos sobre Honduras y El Salvador. Pero lo más destacado de su gestión técnica fue "el gran recorte" que Nicaragua alcanzó ante sus rivales de la categoría en el área de la UNCAF.
A lo largo de su período como Técnico de la Sub-17, es designado por el director Técnico Nacional ENRIQUE LLENA como su Asistente Técnico y Preparador Físico para las Selecciones Sub-20, Sub-23 y Selección Mayor.
Destaca la clasificación obtenida al Pre Mundial Sub-20 de la CONCACAF, en Puebla - México en 2013.
Y desde el plano de la Proyección Institucional, FENIFUT aprovechó sus altas aptitudes para la elaboración de proyectos, permitiéndose obtener aportes económicos muy importantes de FIFA y CONCACAF para la evolución de algunos de sus programas de desarrollo y la implementación de otros. El primer gran programa diseñado por Londoño fue El producto Nicagoal, el cual llevó a un segundo nivel al habitual programa Goal, permitiendo utilizar el mismo recurso con doble propósito y mayor eficiencia, es decir, que en la relación costo beneficio se logró hacer el doble de lo normal con el mismo dinero. La gestión de este programa permitió a FENIFUT presentarle a FIFA nuevas alternativas de desarrollo consiguiendo en consecuencia un beneficio económico importante.
Y ante CONCACAF, diseñó el programa "FORTALECIENDO LAS BASES" con el fin que FENIFUT pudiera obtener el respaldo para financiar la Categoría Sub-15 con 2 años de anticipación, en busca de tener debidamente implementada y preparada la próxima Selección Sub-17 y así, continuar recortando distancias a los demás países del área, dado que ya estaría al día el relevo generacional.
Y así mismo, junto a los profesores Ramón Catalá y Enrique Llena, diseñaron un novedoso y ambicioso programa que pretendía que el fútbol de Nicaragua diera el gran salto hacia la profesionalización y, en el corto plazo, poder tener mayores posibilidades de disputar un cupo a la tan anhelada Copa Oro de la CONCACAF.
En el año 2014, en fecha 11 de noviembre, es nombrado durante la administración Jacinto Reyes, Director Técnico Nacional de la Selección mayor de Nicaragua, en sustitución del español Enrique Llena. Dirigió su primer partido internacional el 18 de noviembre, contra El Salvador, mismo que finalizó con derrota 2-0 para sus dirigidos.
Y aunque apenas pudo realizar dos sesiones de entrenamiento, su estilo novedoso y ofensivo dejó gratas sensaciones entre aficionados y directivos, los cuales prometieron darle continuidad a su nuevo proyecto, pero en enero de 2015 fue sustituido por el entonces director de desarrollo de la Federación Costarricense de Fútbol, el señor Henry Duarte. Londoño fue reubicado como Preparador Físico de Duarte, y su por orden del nuevo Técnico Nacional, su proceso con la Selección Sub-17 fue entregado a un entrenador Nicaragüense.
El 29 de septiembre de 2015 da por finalizado (por común acuerdo) su contrato con la FENIFUT y el 30 del mismo mes, asume la dirección técnica del Diriangén FC, el cual ocupaba la 8.ª posición en el Torneo Profesional y, para diciembre 19 estaba disputando la final del Apertura 2015 contra la UNAN Managua.
| 1 | 18 de noviembre de 2014 | Estelí | El Salvador | 0 - 2 | Amistoso |  |

Se menciona en primer término el marcador registrado por el conjunto nicaragüense.

## Selecciones
| Club                          | País      | Año         |
| ----------------------------- | --------- | ----------- |
| Selección de Nicaragua        | Nicaragua | 2014        |
| Selección sub-17 de Nicaragua | Nicaragua | 2012 - 2015 |